# Хараба (Сирія)
Хараба (англ. Kharaba, араб. خربا) — поселення в Сирії, що складає невеличку друзьку общину в нохії Ес-Сувейда, яка входить до складу однойменної мінтаки Ес-Сувейда в південній сирійській мухафазі Ес-Сувейда.